# Shontelle
Shontelle, volledige naam Shontelle Layne, (3 oktober 1985) is een Barbadiaans zangeres.
Ze is al een tijd populair in de Caraïben sinds de uitgave van haar single Colours in 2005. Eind 2008 had Shontelle een hitje met het nummer T-shirt dat in de VS de top vijftig van de US Hot 100 bereikte. In 2009 heeft ze voor de film Confessions of a Shopaholic het nummer Stuck With Each Other met Akon opgenomen. Dit nummer is ook uitgebracht in Nederland. In februari 2010 komt haar nummer Impossible van het album No Gravity uit. De single komt terecht op nummer 10 in de Billboard Hot 100 en is tot dusver haar meest succesvolle nummer.

## Discografie

### Albums
- No Gravity (2010)
- Shontelligence (2008)

### Singles
- Impossible (2010) (album: No Gravity)
- Perfect Nightmare (2010) (album: No Gravity)
- Stuck with Each (2009) (album: Shontelligence)
- T-Shirt (2008/2009) (album: Shontelligence)

| Single met hitnotering(en) in de Vlaamse Ultratop 50 | Datum van verschijnen | Datum van binnenkomst | Hoogste positie | Aantal weken | Opmerkingen |
| ---------------------------------------------------- | --------------------- | --------------------- | --------------- | ------------ | ----------- |
| T-Shirt                                              | 2009                  | 24-01-2009            | tip7            | -            |             |

- Gemeinsame Normdatei: 135477212
- International Standard Name Identifier: 0000 0003 7192 3905
- MusicBrainz: cfb2b49e-a921-4171-b089-853d9fc16d2c
- Virtual International Authority File: 80209654
- WorldCat: E39PBJghmGpbYM9bt83kXWTfv3